# Kubang Sirakuak Selatan
Kubang Sirakuak Selatan is een bestuurslaag in het regentschap Sawah Lunto van de provincie West-Sumatra, Indonesië. Kubang Sirakuak Selatan telt 1085 inwoners (volkstelling 2010).